# Crawley Town F.C.
Crawley Town Football Club – angielski klub piłkarski z Crawley grający w League Two.

## Obecny skład
Stan na 31 stycznia 2023
| Nr | Poz. | Piłkarz                                          |
| -- | ---- | ------------------------------------------------ |
| 2  | OB   | Kellan Gordon                                    |
| 3  | OB   | Dion Conroy                                      |
| 5  | OB   | Tony Craig (piłkarz)                             |
| 6  | OB   | Joel Lynch                                       |
| 7  | NA   | James Tilley                                     |
| 8  | PO   | Jack Powell                                      |
| 10 | NA   | Ashley Nadesan                                   |
| 11 | OB   | Brandon Mason                                    |
| 12 | OB   | Harry Ransom                                     |
| 13 | BR   | Ryan Schofield (Wypożyczony z Huddersfield Town) |
| 14 | NA   | Moe Shubbar                                      |
| 15 | OB   | Ludwig Francillette                              |
| 16 | OB   | Tobi Omole                                       |
| 17 | OB   | Emmanuel Adebowale                               |
| 18 | PO   | Jayden Davis                                     |
| 19 | NA   | Dom Telford                                      |
| 20 | PO   | Ben Gladwin (kapitan)                            |

| Nr | Poz. | Piłkarz                                            |
| -- | ---- | -------------------------------------------------- |
| 22 | OB   | Ben Wells                                          |
| 23 | OB   | Travis Johnson                                     |
| 24 | NA   | Aramide Oteh                                       |
| 25 | OB   | Nick Tsaroulla                                     |
| 26 | PO   | Szymon Kowalczyk                                   |
| 27 | PO   | Rafiq Khaleel                                      |
| 28 | PO   | Teddy Jenks (Wypożyczony z Brighton & Hove Albion) |
| 29 | PO   | Jack Roles                                         |
| 30 | PO   | Kaan Kevser-Junior                                 |
| 32 | PO   | Florian Kastrati                                   |
| 34 | BR   | Corey Addai                                        |
| 36 | NA   | Zaid Al-Hussaini                                   |
| 38 | PO   | Tom Fellows (Wypożyczony z West Bromwich Albion)   |
| 40 | BR   | Roshan Greensall                                   |
| 41 | PO   | Jack Spong (Wypożyczony z Brighton & Hove Albion)  |
| 44 | OB   | Mazeed Ogungbo (Wypożyczony z Arsenalu)            |
| 50 | NA   | Caleb Chukwuemeka (Wypożyczony z Aston Villi)      |

### Piłkarze na wypożyczeniu
| Nr | Poz. | Piłkarz                            |
| -- | ---- | ---------------------------------- |
| 21 | NA   | Kwesi Appiah (w Colchester United) |
| 33 | NA   | Davide Rodari (w Worthing)         |
| 39 | PO   | Jake Hessenthaler (w Woking)       |